# Перл Макі
Перл Макі (англ. Pearl Mackie; нар. 29 травня 1987) — британська акторка театру, кіно та телебачення. Найбільш відома завдяки ролі Білл Поттс в британському телесеріалі «Доктор Хто». 

## Біографія
Макі виросла у Брікстоні на півдні Лондона. Її мати художниця та медпрацівниця за професією, має англійське походження, а батько — вест-індійське. Вона онука Філіпа Макі, автора сценарія фільму «Оголений держслужбовець». Макі здобула ступінь з драматургії в Бристольському університеті. Окрім рідної англійської, володіє французькою та іспанською мовами. Під час навчання відвідувала майстерні та брала участь у багатьох позакласних виставах.
З 2008 до 2010 року навчалася у відомій Бристольській театральній школі «Олд Вік». У тому ж році Макі була номінована на премію BBC Carleton Hobbs Award за видатні дуологи у шкільній п’єсі «Нулі та хрестики».

## Кар'єра
Першим повнометражним проєктом Макі стала невелика роль в музичній комедії 2013 року «Свенгалі». Також в 2013 році вона знялася у кліпі музичного гурту Years & Years на пісню «Real».
У 2014 році у лондонському Театрі Парк вона зіграла Енн-Марі Фрейзер у фільмі «Лікарі» та молоду комп’ютерну генійку Міа в «Кришталеві джерела». Також її можна було побачити в політичній сатирі «Обама-ологія» в Театрі Фінборо в західному Лондоні, де вона грала Сісі і Кейтс, двох молодих жінок, які знаходять свій голос.
У 2015 році вона виступала в Вест-Ендському національному театрі в постановці «Дивний випадок із собакою вночі». У тому ж році Макі з'явилася в короткометражному фільмі «Допомога Бонда на побаченнях», сатиричному публічному оголошенні. Макі також працювала репетиторкою акторської майстерності в компанії Troupers, яка навчає дітей та молодь театральній майстерності.
23 квітня 2016 року було оголошено, що Макі зіграє роль Білл Поттс, супутниці Дванадцятого Доктора у британському науково-фантастичному телесеріалі «Доктор Хто». У березні 2017 року також було оголошено, що Білл стане першою гомосексуальною та постійною супутницею Доктора в історії серіалу.
Після завершення зйомок 10 сезону «Доктора Хто» Макі приєдналася до постановки «Вечірка на день народження» Гарольда Пінтера в ролі Лулу. В постановці грали Стівен Менган, Тобі Джонс та Зої Вонамейкер. Постановка відкрилася в січні 2018 року в лондонському Театрі Гарольда Пінтера.
У 2020 році вона знялася в ролі Люсі 1 у фільмі «Вечеря в п'ятницю».

## Особисте життя
28 червня 2020 року Макі розкрила свою бісексуальність у пості в Instagram. Вона та її партнерка Кам Чхокар оголосили про свої заручини 19 січня 2022 року.

## Театр
- Комедія помилок (2010)
- Обамологія (2014)

## Фільмографія
| Рік  |   | Українська назва | Оригінальна назва | Роль       |
| ---- | - | ---------------- | ----------------- | ---------- |
| 2017 | с | Доктор Хто       | Doctor Who        | Білл Поттс |
| 2013 | ф | Свенґалі         | Svengali          | менеджер   |